# Pedro Mendiondo
Pedro Mendiondo (1945 – 2013) là một thiếu tướng kiêm Tư lệnh Phòng không – Không quân của Quân đội Cuba.

## Sự nghiệp
Pedro Mendiondo sinh ngày 13 tháng 8 năm 1945 tại La Habana thủ đô của Cuba.
Từ năm 1961 ông tham gia vào lực lượng pháo binh và chiến đấu tại một tiểu đoàn dân quân trong cuộc khủng hoảng Caribe năm 1962. Sau đó ông chính thức tham gia các lực lượng vũ trang cách mạng Cuba năm 1963 và khi đó ông được vào học tại trường quân sự và được huấn luyện ở một học viện quân sự ở Liên bang Xô Viết.
Từ năm 1982, ông thực hiện nhiệm vụ ở Angola và tham gia vào chiến trường Angola vào năm 1982 và 1989 tại đây ông được thăng hàm Đại tá. Sau đó, ông được bầu làm Tư lệnh Không quân Cuba vào năm 2000, ông Pedro Mendiondo chính thức nhận chức vụ Tư lệnh Quân chủng Phòng không – Không quân Cuba với hàm Thiếu tướng.

## Cái chết
Tướng Pedro Mendiondo đã qua đời do bị thương sau vụ tai nạn giao thông (tai nạn ô tô) ở tuổi 68, vụ tai nạn xảy ra ngày 25 tháng 8 năm 2013, vụ tai nạn còn cướp đi sinh mạng của 3 người khác trong gia đình ông.
Mendiondo và cha mẹ vợ đã tử vong do những chấn thương nặng trong đó cha vợ Thiếu tướng đã chết ngay lập tức trong vụ tan nạn. Vợ thiếu tướng là Rafaela Rubalcaba ũng bị thương nặng trong vụ tai nạn này và sau đó cũng qua đời lúc 18h28 cùng ngày (theo giờ địa phương) tại một bệnh viện quân đội. Theo tâm nguyện, thi hài của ông sẽ được hỏa táng và an nghỉ tại một nghĩa trang quân đội ở thủ đô La Habana

## Vinh danh
Dựa trên công trạng và hoạt động cách mạng, ông Mendiondo được Nhà nước Cuba trao tặng nhiều giải thưởng cao quý trong đó có Huy chương Hội đồng nước Cộng hòa Cuba. Ông còn được Bộ Các lực lượng vũ trang của Cuba ca tụng là người dày dạn kinh nghiệm và được huấn luyện rất kỹ lưỡng.